# ألكسندر ماركوف
ألكسندر ماركوف (بالبلغارية: Александър Марков - Екшъна)‏ ولد في 17 أغسطس 1961): لاعب كرة قدم بلغاري سابق كان يلعب في مركز الدفاع. لعب مباراتين لبلغاريا في نهائيات كأس العالم لكرة القدم 1986. ولعب أيضا في التصفيات المؤهلة لعامي 1986 و1994.
وعلى المستوى المحلي لعب ماركوف 66 مباراة لنادي ليفسكي صوفيا. وأنهى مسيرته في فيرجينيا بيج مارينرز وأتلانتا سيلفيرباكس في الولايات المتحدة.

## وصلات خارجية
- ألكسندر ماركوف على موقع الاتحاد الدولي (مؤرشف)  (الإنجليزية)
- ألكسندر ماركوف على موقع قاعدة بيانات كرة القدم.إي يو (الإنجليزية)
- ألكسندر ماركوف على موقع ناشيونال فوتبول تيمز (الإنجليزية)
- Aleksandar Markov at الاتحاد الدولي لكرة القدم
- Profile at LevskiSofia.info